# Anita Weyermann
Anita Weyermann (* 8. Dezember 1977 in Wynigen) ist eine ehemalige Schweizer Mittel- und Langstreckenläuferin.

## Sportlicher Werdegang
Bei den Weltmeisterschaften 1997 in Athen und bei den Europameisterschaften 1998 in Budapest gewann sie jeweils die Bronzemedaille im 1500-Meter-Lauf. Sie ist Juniorenweltmeisterin auf der 1500- und der 3000-Meter-Distanz.
Sie hat in der Gymnastischen Gesellschaft Bern (GGB) trainiert, ihr Vater Fritz Weyermann war hierbei bis ins Jahr 2000 ihr Trainer. Anschliessend wurde Anita Weyermann von diversen Trainern betreut, ihr Vater Fritz Weyermann stand ihr aber nach wie vor zur Verfügung.
Danach hatte Weyermann mit Verletzungen zu kämpfen: mehrere Knieoperationen, ein Ellbogenbruch beim Mountainbiken, ein Ermüdungsbruch im Becken. Nach einem Muskelriss während ihrer Vorbereitungen für die Olympischen Spiele 2008 in Peking trat sie am 5. März 2008 vom Spitzensport zurück.

## Ausbildung und Privatleben
Anita Weyermann besuchte die Sekundarschule Seidenberg in Gümligen bei Klassenlehrer Ueli Nacht, Trainer der Schweizer Handballnationalmannschaft. Nach Abschluss des Gymnasiums studierte sie an der Uni Bern. Danach schloss sie eine Ausbildung in Sportmarketing ab und beendete ihr Studium (Bachelor in Wirtschaftswissenschaft) an der Fernuniversität in Hagen. Ab Herbst 2008 absolvierte sie zunächst ein Volontariat bei Radio Berner Oberland (Radio BeO) und wurde dort anschliessend Redaktorin.
Weyermann ist verheiratet. 2011 wurde sie Mutter einer Tochter; 2013 gebar sie Drillinge: zwei Mädchen und einen Jungen.

## Auszeichnungen
- Die Stiftung Schweizer Sporthilfe zeichnete Anita Weyermann als Nachwuchsathletin des Jahres 1994 aus.
- 1999 Schweizer Sportlerin des Jahres

## Leistungsentwicklung
| Jahr | 800 Meter (in min) | 1500 Meter (in min) | 3000 Meter (in min) | 5000 Meter (in min) | 10.000 Meter (in min) |
| ---- | ------------------ | ------------------- | ------------------- | ------------------- | --------------------- |
| 1993 | –                  | 4:28,37             | 10:08,62            | –                   | –                     |
| 1994 | 2:05,14            | 4:13,97             | 9:19,25             | –                   | –                     |
| 1995 | –                  | 4:15,53             | 9:10,89             | 16:01,72            | –                     |
| 1996 | –                  | 4:03,45             | 8:50,73             | 14:59,28            | –                     |
| 1997 | –                  | 4:04,70             | 8:37,69             | 15:06,97            | –                     |
| 1998 | 2:02,73            | 3:58,20             | 8:54,97             | 15:26,41            | –                     |
| 1999 | –                  | 3:59,82             | 8:35,83             | 15:41,91            | –                     |
| 2000 | –                  | 4:05,38             | –                   | –                   | –                     |
| 2001 | –                  | 4:19,73             | 9:42,01             | –                   | –                     |
| 2002 | –                  | –                   | –                   | –                   | –                     |
| 2003 | –                  | 4:14,70             | –                   | –                   | –                     |
| 2004 | –                  | –                   | –                   | –                   | –                     |
| 2005 | –                  | –                   | –                   | 16:57,99            | –                     |
| 2006 | –                  | –                   | –                   | –                   | –                     |
| 2007 | –                  | –                   | –                   | –                   | –                     |

## Erfolge
- 1994: Juniorenweltmeisterin (1500 m)
- 1995: 2. Rang Junioreneuropameisterschaften (3000 m)
- 1996: Juniorenweltmeisterin (3000 m)
- 1997: 3. Rang Weltmeisterschaften (1500 m)
- 1998: 3. Rang Europameisterschaften (1500 m), 4. Rang Cross-Weltmeisterschaften
- 1999: Cross-Europameisterin

## Persönliche Bestleistungen
- 1500 m: 3:58,20 min (Schweizer Rekord), 8. August 1998 in Monaco
- Meile: 4:23,92 min (Schweizer Rekord), 1. Juli 1998 in Bellinzona
- 3000 m: 8:35,83 min (Schweizer Rekord), 7. Juli 1999 in Rom
- 3000 m Hindernis: 9:57,06 min, 4. Juni 2001 in Hengelo
- 5000 m: 14:59,28 min (Schweizer Rekord), 5. Juni 1996 in Rom
- 10'000 m: 33:06,89 min, 6. April 2002 in Camaiore

## «Gring abe u seckle»
Nach dem Halbfinal über 1500 Meter an den Weltmeisterschaften von 1997, an denen sie sich als Fünfte für den Final qualifizierte, beantwortete Weyermann die Frage, was sie während des Laufs gedacht hatte, mit den berndeutschen Worten «Gring abe u vou seckle» (Kopf runter und voll rennen). Der Ausspruch entwickelte sich in der Schweiz schnell zu einem geflügelten Wort, im Sinn von durchbeissen.